# Келес (Туркестанская область)
Келес (каз. Келес) — село в Сарыагашском районе Туркестанской области Казахстана. Входит в состав Куркелесского аульного округа. Находится примерно в 21 км к юго-западу от районного центра, города Сарыагаш. Код КАТО — 515465580.

## Население
В 1999 году население села составляло 892 человека (440 мужчин и 452 женщины). По данным переписи 2009 года, в селе проживало 695 человек (342 мужчины и 353 женщины).